# Октябрьский (Зеленодольский район)
 Октябрьский  — поселок в Зеленодольском районе Татарстана. Административный центр Октябрьского сельского поселения.

## География
Находится в западной части Татарстана на расстоянии приблизительно 12 км по прямой на восток по прямой от районного центра города Зеленодольск на берегу Куйбышевского водохранилища.

## История
Основан в 1919 году. С 1930-х годов поселок совхоза № 3, позже Краснооктябрьский (до 1940-х годов). В поселке расположена Астрономическая обсерватория имени В. П. Энгельгардта.

## Население
Постоянных жителей было: в 1949 году — 1000, в 1958—1764, в 1970—2186, в 1979—2009, в 1989—2690. Постоянное население составляло 2661 человек (русские 55 %, татары 41 %) в 2002 году, 2673 в 2010.

## Транспорт
Через посёлок проходит автобус № 101с (Горьковское шоссе — с/о «Текстильщик»).